# Landesklinikum Gmünd
Das Landesklinikum Gmünd ist ein von der NÖ Landesgesundheitsagentur geführtes Krankenhaus in Gmünd.

## Geschichte
Das Krankenhaus in Gmünd wurde erst 1925 gegründet. Ursprünglich sollte bereits vor dem Ersten Weltkrieg ein Spital gebaut werden. Da aber bei Kriegsbeginn selbst im Flüchtlingslager Gmünd für die Flüchtlinge aus Galizien auch ein Lagerkrankenhaus errichtet wurde, wurde der Plan vorerst fallengelassen. 
Nach der Schließung des Lagers fielen einige Gebäude der Stadtgemeinde zu. Ebenso wurden kleinere Gebäude des ehemaligen Waisenhauses am Standort des heutigen Seniorenwohnheimes angekauft. So konnte bis zur endgültigen Eröffnung bereits ein provisorischer Betrieb aufrechterhalten werden. 
Das Spital hatte damals 120 Betten und rund 20 Bedienstete. Primar war der Arzt Viktor Conrath. Mehrmals wurde das damalige Krankenhaus umgebaut, so in den 1920er und den 1950er Jahren. Im Jahr 1984 wurde jedoch ein Neubau eröffnet.
Das bis dahin städtische Krankenhaus wurde mit 1. Jänner 2006 dem Land Niederösterreich übergeben, wo es seither auch in der Landeskliniken Holding verwaltet wird und als Landesklinikum Waldviertel Gmünd bezeichnet wurde.
Bereits im Jahr 2007 wurde ein Abkommen unter dem Namen Health across in practice geschlossen, dass ab 2010 Behandlungen auch von Patienten aus der unmittelbar benachbarten tschechischen Stadt České Velenice durchgeführt werden, da sich auf tschechischer Seite das nächste Krankenhaus in einer Entfernung von 60 km befindet. Tatsächlich startete, bedingt durch die Vorbereitungen, im Jahr 2013 mit ambulanten Behandlungen. Bis 2017 wurden so 4.000 Patienten behandelt. Das System unter der Bezeichnung Healthacross, das mit EU-Förderungen mitfinanziert wurde, soll auf stationäre Behandlungen ausgedehnt werden. Dazu sind Verhandlungen mit den tschechischen Versicherungsträgern notwendig. Die stationäre Aufnahme von tschechischen Patienten soll spätestens ab 2020 möglich sein.
2019 wurde das Landesklinikum als Role Model für grenzüberschreitende Gesundheitsdienstleistung mit dem Sonderpreise der Jury im Rahmen des Staatspreises Unternehmensqualität auszeichnet.

## Statistik
Das Landesklinikum verfügt über 180 Betten. Im Jahr 2008 wurden rund 8.000 Patienten von 300 Mitarbeitern stationär versorgt.

## Ausstattung
Es werden vier Abteilungen wie Chirurgie / Unfallchirurgie und Innere Medizin / Herzüberwachung sowie zwei Institute für Intensivmedizin und Röntgen geführt. Es wird auch eine Schule für den medizinisch-technischen Fachdienst geführt.